# Lehesten (Saale-Holzland)
Pour les articles homonymes, voir Lehesten.
Lehesten est une municipalité allemande du land de Thuringe, dans l'arrondissement de Saale-Holzland, au centre de l'Allemagne. En 2015, sa population est de 682 habitants.

## Source de la traduction
- (de) Cet article est partiellement ou en totalité issu de l’article de Wikipédia en allemand intitulé « Lehesten (bei Jena) » (voir la liste des auteurs).